# Back for Good (пісня)
«Back for Good» — пісня британської групи Take That з третього студійного альбому Nobody Else (1995).
Автор пісні Ґері Барлоу, він же спродюсував і запис (при участі Кріса Портера) і виконав основну вокальну партію.
Пісня досягла 1 рядка у UK Singles Chart і стала великим міжнародним хітом — зокрема, вона досягла 7 місця у американському Billboard Hot 100. У Великій Британії пісня стала уже шостим хітом номер 1 для Take That, у той час як у США вона стала для групи єдиним хітом не тільки у першій десятці, але і у топ-40.
Прем'єра пісні здійснилася на церемонії вручення премій BRIT Awards 1995 року. Випуск синглу був зсунутий на більш ранню дату і тим не менш уже за 6 тижнів до релізу пісня уже потрапила у ротацію на радіостанції.
У перший тиждень продаж сингл розійшовся у Великій Британії тиражем у 350000 екземплярів (рекордні за 10 років тижневі продажі синглу). Всього у Великій Британії було продано 959,582 копій, що є найбільшим комерційним успіхом групи.
На церемонії У 1996 рокові пісня отримала премію BRIT Award у номінації «Найкращий сингл». Також пісня отримала дві премії Айвора Новелло.

## Історія створення
Як пише сайт Songfacts, "Гері Барлоу писав цю пісню на мам і татів, а також фанатів групи підліткового віку".
Ходили чутки, пісню «Back for Good» таємно допоміг написати Баррі Гібб з групи Bee Gees. У 2013 році ця тема з'явилась під час його інтерв'ю газеті The Guardian, і він сказав, це не так і навіть «ніколи не чув» цієї пісні.